# گروه آی‌جی
گروه آی‌جی (انگلیسی: IG Group) شرکت خدمات مالی بریتانیایی است، که در سال ۱۹۷۴ تأسیس شد.